# Развој рекорда европских првенства у троскоку на отвореном за жене
Први светски рекорд у троскоку за жене признат је од ИААФ (International Association of Athletics Federations – Међународна атлетска федерација), 1990. године. То је био троскок Кинескиње Ли Хуижонг од 14,54 метра постигнут 1990 у Сапороу.
У приоду од 1981. регистровани су, скокови дужине 12,43 до 14,52 метара, који је у јулу 1989. постигла Галина Чистјакова из СССР, у том тренутку власница светског рекорд у скоку удаљ од 7,52 м.
Троскок за жене на отвореном налази се на програму светских првенства од Светског првенства у Штутгарту 1993.. Године 1994. нашао се на Европском првенству у Хелсинкију, да би од 1996. био укључен и у програм Олимпијских игара у Атланти.
Ово је преглед рекорда европских првенстава на отвореном у троскоку за жене. Резултати су дати у метрима.

## Рекорди европских првенстава у троскоку за жене на отвореном
Закључно са ЕП 2014. у Цириху ратификована су 3 рекорда. Рекорд од 15,00 метара Ешје Хансен из Уједињеног Краљевства постављен на Европском првенству 2002. у Минхену није признат јер је постигнут уз помоћ ветра јачег од дозвољеног (+3,1 м/с).
|    | Резултат | Ветар (м/с) | Име              | Дат. рођ.          | Држава        | Место             | Датум            |
| -- | -------- | ----------- | ---------------- | ------------------ | ------------- | ----------------- | ---------------- |
| 1. | 14,89    | 1,1         | Ана Бирјукова    | 27. децембар 1967. | СССР · Русија | Хелсинки, Финска  | 25. август 1990. |
| 2. | 15,05    | 1,4         | Хрисопији Девеџи | 2. јануар 1976.    | Грчка         | Гетеборг, Шведска | 9. август 2006.  |
| 3. | 15,15    | 0,9         | Татјана Лебедева | 21. јул 1976.      | СССР · Русија | Гетеборг, Шведска | 9. август 2006.  |